# Ezibeleni
Ezibeleni is een plaats in de Zuid-Afrikaanse provincie Oost-Kaap.
Ezibeleni telt ongeveer 22.000 inwoners.